# Jizia
Jizia (transliterada como jizya, jizyah, yizya, djizîa ou djizîat; em árabe: جزية‎; romaniz.: ǧizyah; AFI: /dʒizja/; em turco otomano: cizye; ambos derivados do pálavi e possivelmente do aramaico gaziyat) é um imposto per capita cobrado a uma parte dos cidadãos não muçulmanos de um estado islâmico. É aplicado aos homens adultos não deficientes em idade de cumprirem o serviço militar e com posses, embora haja algumas situações que dão direito a isenção.
Na perspetiva dos governantes muçulmanos, a jizia era uma prova material da aceitação da sujeição ao estado e às suas leis por parte dos não muçulmanos, ao passo que para quem o pagava era, na prática, a continuação dos impostos pagos a regimes anteriores. Em troca desse imposto, os não muçulmanos eram autorizados a praticar a sua religião, gozavam de uma certa autonomia comunitária, recebiam proteção do estado muçulmano contra ameaças externas, e ficavam isentos do serviço militar e dos impostos zakat obrigatoriamente pagos pelos cidadãos muçulmanos.
O termo jizia deriva da raiz árabe que significa "parte", ou seja, é tirada de parte da riqueza de cidadãos muçulmanos.[carece de fontes?] Em alguns casos não era usado a palavra jizia para designar o imposto. Atabari escreveu que alguns membros da comunidade cristã pediram ao califa Omar se podiam chamar sadaqah (que literalmente significa "caridade") à jizia, o que foi aprovado por ele.

## Etimologia e significado
Segundo uma definição de um dicionário árabe, jizia é aquilo que é cobrado aos dhimmis, que é a quantia de dinheiro acordada no contrato que concede o estatuto de dhimmai. A palavra está relacionada com o verbo "recompensar, como se a jizia fosse a recompensa por por não ser morto.
O termo aparece no verso 9:29 do Alcorão, mas este livro não especifica que é um imposto per capita. Segundo Paul Heck, o imposto parece ser uma forma evoluída da prática fiscal sassânida.